# Neil Tennant
Neil Francis Tennant (North Shields, 10 luglio 1954) è un cantautore britannico che con il suo collega Chris Lowe fa parte del duo di successo Pet Shop Boys.

## Biografia
Nato il 10 luglio 1954 vicino a Newcastle dai genitori William (1923-2009) e Sheila Tennant (1923-2008), ha una sorella (Susan) e due fratelli (Simon e Philip). Da bambino frequenta la Scuola Cattolica di S. Cuthbert, in una classe composta solo di ragazzi (la stessa che frequentò anche Sting). Alcune canzoni dei Pet Shop Boys, come This Must Be The Place I Waited Years To Leave e It's a Sin sono un chiaro riferimento alla sua vita da bambino nella scuola cattolica (famosissima è la controversia che Tennant sollevò con It's a Sin verso l'educazione cattolica).
Sempre in giovinezza Tennant si avvicina al mondo della musica, imparando a suonare la chitarra e il violoncello. All'età di 16 anni suona in un gruppetto locale chiamato Dust (fortemente influenzati dal sound della The Incredible String Band). Si laurea in storia alla North London Polytechnic (l'odierna London Metropolitan University) e nel 1975 trova un impiego presso la filiale di Londra della famosa collana di fumetti Marvel, dove lavora per due anni. Sempre con la Marvel, ha occasione di intervistare alcune pop star come Marc Bolan e Alex Harvey.
Nel 1977 lavora presso la Macdonald Educational Publishing, e dopo altri progetti con altre case editrici nel 1982 lavora come giornalista per la prestigiosa rivista musicale Smash Hits (le edizioni del 1982, 1983 e 1984 dell'annuario Smash Hits sono scritte da lui). Nel 1981 incontra Chris Lowe in un negozio di elettronica, e di lì a poco forma il duo che sarebbe divenuto i Pet Shop Boys.
Nel 1983 la Smash Hits gli offre l'opportunità di andare a New York a intervistare i Police, ma Tennant preferisce andare a intervistare il famoso produttore Bobby Orlando, e coglie l'occasione per dare a Orlando alcune demo di brani scritti con Chris Lowe. Dopo averli ascoltati, Bobby Orlando offre loro l'opportunità di registrarli nei suoi studio: è così che nasce la primissima versione di West End Girls.

### Vita privata
Nel 1993, dopo la pubblicazione dell'album Very, Tennant ha pubblicamente dichiarato la sua omosessualità per voce della rivista gay britannica Attitude..
Nel 1998 risulta essere uno dei più grandi finanziatori privati del Labour Party. Sempre nel 1998, in qualità di esperto di arte moderna, viene nominato giudice nel prestigioso Turner Prize. Il cantautore è anche proprietario di uno studio di registrazione situato nella sua casa nella contea di Durham, nel quale sono stati registrati diversi brani per l'album Release (2002) e per la colonna sonora di Battleship Potemkin (2005).
A causa della campagna sulle tessere ID promosse dai Labour, nel 2006 decide di votare per i Liberali Democratici.
Nel 2013 viene contattato da American Idol per rimpiazzare lo storico giudice britannico Simon Cowell. Nonostante la grande opportunità per acquisire celebrità negli Stati Uniti, tuttavia, rifiutò in quanto "i Pet Shop Boys ne sarebbero stati danneggiati, e lui stesso, sentendosi solo un gay inglese, sarebbe diventato il Neil Tennant personaggio televisivo".
Attivo anche sotto il profilo umanitario, Tennant è patrono della Elton John AIDS Foundation.

## Collaborazioni
- Nel 2008, Tennant scrive una strofa (che poi canterà) per la canzone natalizia Joseph, Better You Than Me (canzone accreditata ai The Killers ed Elton John).
- Nel 2007 Tennant produce l'album Release the Stars di Rufus Wainwright, pubblicato nel maggio 2007.
- Nel 2006 Tennant ha collaborato vocalmente con DJ Fresh al brano Throw, contenuto in Escape from Planet Monday.
- Nel 2005 Tennant scrive e canta i versi della canzone Tranquilizer di Superchumbo. Numerose sono i remix che Superchumbo ha effettuato per i Pet Shop Boys, fra cui Paninaro '95, New York City Boy, Minimal e Sexy Northerner.
- Nel 1998 provvede ai cori nella popolare canzone di Robbie Williams, No Regrets.
- Nell'Aprile del 1996, Tennant appare come special guest durante un concerto dei Suede, duettando con loro nei brani Saturday Night e la cover dei Pet Shop Boys, Rent.
- Assieme alla band degli Electronic (composta dal chitarrista Johnny Marr e dal cantante Bernard Sumner), Tennant duetta con loro nelle canzoni Getting Away With It, Patience Of A Saint (scritta anche da Chris Lowe), e Disappointed.